# V-pop
 (octobre 2024).
V-pop (Nhạc Pop Việt Nam) est une abréviation de la musique pop vietnamienne, un genre musical couvrant la musique vietnamienne des années 1990 à nos jours.

## Étymologie
Pendant les années 1960 à 1970, la V-pop était limitée à Nhạc trẻ Sài Gòn (Musique des jeunes de Saigon, maintenant appelée Ho Chi Minh-Ville) ou Kích động nhạc (Musique passionnante). Après 1975, le nom nhạc trẻ (musique juvénile) a continué à être utilisé comme nom pour la musique underground, qui englobe des chansons folkloriques vibrantes et amusantes qui avaient été interdites par le gouvernement à l'époque. Dans les années 1990, l'expression Nhạc nhẹ (Musique douce) est apparue lorsque le Vietnam s'ouvrait au monde. Nhạc trẻ (musique jeunesse) a été utilisé au début des années 2000, jusqu'à ce que le nom "V-pop", basé sur des noms tels que, K-pop, C-pop J-pop, etc., a été mentionné au début de 2005. La popularité de la vague Hallyu a popularisé le nouveau nom.